# 佐藤国彦
佐藤 国彦（國彦、さとう くにひこ、1828年7月19日（文政11年6月8日）- 1911年（明治44年）2月19日）は、明治期の農業経営者、政治家。貴族院多額納税者議員。

## 経歴
豊前国宇佐郡、のちの大分県宇佐郡北馬城村（宇佐町を経て現宇佐市）で、佐藤楽山の長男として生まれる。1843年7月5日（天保14年6月8日）父の隠居に伴い家督を相続し農業を営む。
1874年（明治7年）第6小区戸長に就任し1878年（明治11年）まで在任。1884年（明治17年）大分県岩崎村ほか九カ村戸長となった。
1899年（明治32年）6月4日、大分県多額納税者として貴族院多額納税者議員補欠選挙で互選され、同年7月3日に就任し、1904年（明治37年）9月28日まで1期在任した。